# Carmen Gheorghe
Carmen Gheorghe (n. în Mizil, România) este o activistă romă din România. Ea este președinta organizației E-Romnja și a fost distinsă cu Premiul International Women of Courage (IWOC) în 2022 de către Departamentul de Stat al Statelor Unite.

## Biografie
Carmen Gheorghe este fiica unui muncitor și a unei casnice. Mama ei a murit când ea avea 13 ani. Ea a obținut o diplomă de licență în administrație publică în 2006 și a absolvit un master în studii de gen în 2008. Șase ani mai târziu, și-a luat doctoratul în științe politice la Universitatea Națională de Științe Politice și Administrative din București. Din 2008 până în 2019, Gheorghe a lucrat ca expert pentru Agenția Națională pentru Romi și apoi ca manager de proiect și formator pe probleme LGBTQI+, gen și romi pentru mai multe organizații neguvernamentale din România. Printre acestea se numără Agenția Împreună, Fundația pentru Educația Romilor, ONG-ul pentru drepturile LGBQTI+ ACCEPT, Centrul pentru Educație și Drepturile Omului și un centru comunitar de romi.

## Activitate profesională
Carmen Gheorghe a participat în 2012 la programul International Leadership Program unde s-a concentrat pe implicarea societății civile și activitatea ONG-urilor în cinci state din Statele Unite. În 2013 devine președinta organizației neguvernamentale E-Romnja - Asociația pentru Promovarea Drepturilor Femeilor Rome. Asociația E-Romnja a primit finanțări de la Fundațiile pentru Societatea Deschisă și Norvegia și activează în cele mai sărace regiuni ale țării. Prin activitatea asociației, Carmem Gheorghe a  adus în discuția publică națională și a susținut cauza femeilor rome din comunități precum Mizil sau Urziceni.

## Publicații
În 2019, Carmen Gheorghe împreună cu Oana Dorobanțu au coordonat la editura Hecate volumul colectiv Problema românească. O analiză a rasismului românesc (ISBN: 9786069471241). Printre autorii care au contribuit la acest volum se numără Ioanida Costache, Mihaela Drăgan, Furtuna Adrian, Valentina Iancu, Bogdan Popa și Eniko Vincze.

## Premii și recunoaștere
Carmen Gheorghe a fost distinsă cu „Premiul Internațional Femeile Curajului” pentru implicarea în apărarea drepturilor femeilor rome. Premiul a fost înmânat pe 14 martie 2022 de secretarul de stat Antony Blinken și de către Jill Biden într-un eveniment online. Printre cei doisprezece premiați ai anului s-a numărat și Doina Gherman, o activistă din Republica Moldova. Carmen Gheorghe a fost primul cetățean român care a primit acest premiu.
În 2020 ea a primit o bursă din partea comunității internaționale Ashoka Fellows pentru activitatea de agent al schimbării.